# Pachyprosopis kununurra
Pachyprosopis kununurra är en biart som beskrevs av Exley 1976. Pachyprosopis kununurra ingår i släktet Pachyprosopis och familjen korttungebin. Inga underarter finns listade i Catalogue of Life.

## Bildgalleri

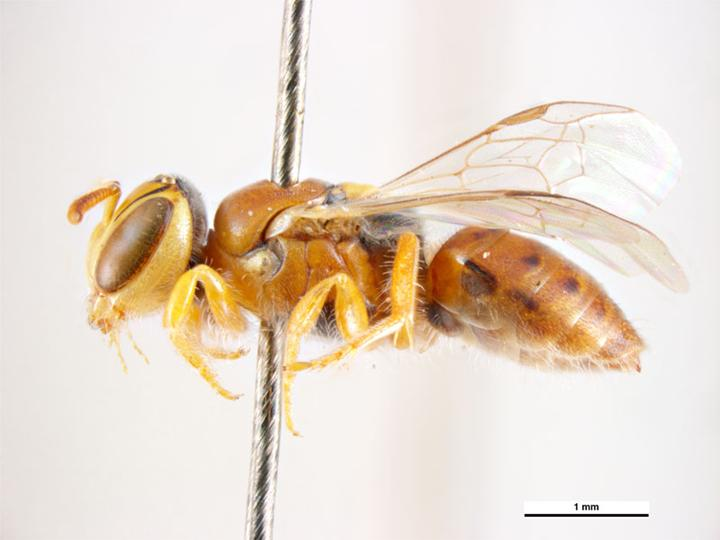
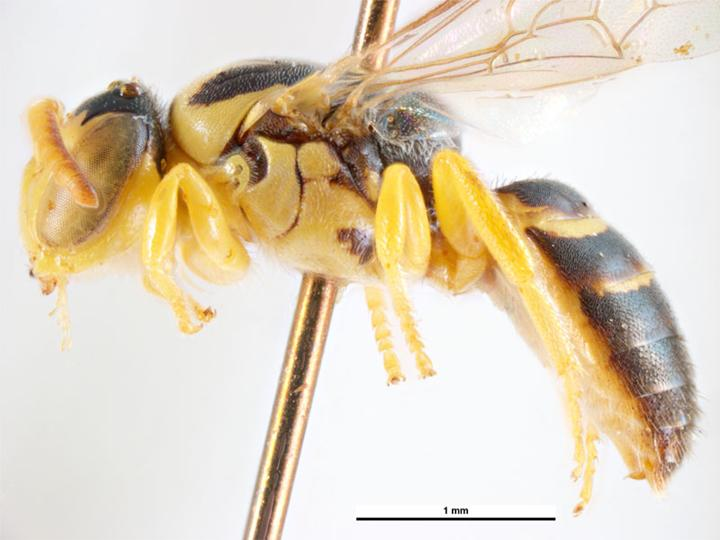